# Championnat d'Europe de patinage artistique 1892
Navigation
Édition précédente Édition suivante
Le championnat d'Europe de patinage artistique 1892 a lieu le 24 janvier 1892 à la patinoire extérieure de Vienne dans l'empire d'Autriche-Hongrie.

## Podium
| Épreuves                      | Or                      | Argent             | Bronze            |
| ----------------------------- | ----------------------- | ------------------ | ----------------- |
| Messieurs résultats détaillés | Eduard Engelmann junior | Tibor von Földváry | Georg Zachariades |

## Tableau des médailles
| Rang  | Nation   | Or | Argent | Bronze | Total |
| ----- | -------- | -- | ------ | ------ | ----- |
| 1     | Autriche | 1  | 0      | 1      | 2     |
| 2     | Hongrie  | 0  | 1      | 0      | 1     |
| Total | Total    | 1  | 1      | 1      | 3     |

## Détails de la compétition Messieurs
| Rang    | Nom                     | Nation    | Places | Points | Fig. impo. | Prog. libre |
| ------- | ----------------------- | --------- | ------ | ------ | ---------- | ----------- |
| 1       | Eduard Engelmann junior | Autriche  | 1      |        |            |             |
| 2       | Tibor von Földváry      | Hongrie   | 2      |        |            |             |
| 3       | Georg Zachariades       | Autriche  | 3      |        |            |             |
| 4       | Karl Kaiser             | Autriche  | 4      |        |            |             |
| 5       | Josef Nowy              | Autriche  | 5      |        |            |             |
| 6       | Gustav Hügel            | Autriche  | 6      |        |            |             |
| 7       | Alfred Klement          | Autriche  | 7      |        |            |             |
| 8       | Fritz Ahrendt           | Allemagne | 8      |        |            |             |
| Forfait | Carl Sage               | Autriche  |        |        |            |             |
| Forfait | Fritz Rehm              | Allemagne |        |        |            |             |